# Ángel Rama
Ángel Antonio Rama Facal (Montevideo, 1926 – Mejorada del Campo, 1983) est un acteur, essayiste, professeur et critique littéraire uruguayen, considéré comme l'un des principaux critiques littéraires latino-américains du XXe siècle.

## Biographie
Il est le fils d'immigrants galiciens. Son travail se réfère à la littérature à partir de pratiquement toutes les régions des Amériques, ainsi que des périodes historiques différentes.
Trois de ses livres de critique littéraire les plus importants sont les suivants: Rubén Darío y el modernismo (1970), Transculturación narrativa en América Latina (1982) et La ciudad letrada (1984).
Entre autres activités, en 1953 il a été éditeur des Entregas de la Licorne, une publication de suivi des Cahiers de la Licorne.
Il meurt dans un accident aérien en 1983. Dans le même appareil se trouvent le poète péruvien Manuel Scorza, le poète mexicain Jorge Ibargüengoitia, l'universitaire argentine et critique d'art Marta Traba, et 176 autres personnes.

## Œuvres
- Los contestatarios del poder
- La novela latinoamericana 1920-1980
- Transculturación narrativa en América Latina (1982)
- La ciudad letrada (1984)
- Diario 1970-1983 (posthume)